# Dalium
Dalium is een geslacht van weekdieren uit de klasse van de Gastropoda (slakken).

## Soort
- Dalium solidum Dall, 1889